# Roland Bässler (Sozialwissenschaftler)
Roland Bässler (* 27. April 1951 in Wien) ist ein österreichischer Sozialwissenschaftler.

## Leben und Wirken
Roland Bässler verbrachte seine Kindheit und Jugend in Hauskirchen, 1970 maturierte er in Wien-Strebersdorf. Es folgte an der Universität Wien ein Lehramtsstudium in den Fächern Mathematik und Leibesübungen sowie Soziologie. Im Jahr 1980 wurde er zum Doktor der Philosophie promoviert. In den darauffolgenden Jahren war er als Universitätsassistent am Institut für Sportwissenschaften in Wien (Lehrkanzel Raimund Sobotka) tätig. Ab 1999 habilitierte er sich an der Universität Wien in den Fächern „Empirische Sozialforschung“ und „Freizeitsoziologie unter besonderer Berücksichtigung der Soziologie des Sports“. Die Habilitationsschrift mit dem Titel „Gesellschaftliche und personale Einflussgrößen im Sport. Empirische Analysen von Zusammenhängen zwischen Gesellschaft, Individuum und Sport“ stand u. a. in der Begutachtung von Günther Lüschen  und Walter Tokarski.
2005 wurde Bässler  zum Professor für Tourismusmanagement an der IMC Fachhochschule Krems ernannt. Weitere Lehrtätigkeiten führten ihn als Lektor an die Universität Salzburg, die Wirtschaftsuniversität Wien und die FH St. Pölten. Im Wintersemester 2017/2018 wirkte er als Gastprofessor an der Donau-Universität Krems. Im Jahr 2018 war er Zentrumsleiter am Department für Wirtschaft und Gesundheit an der Fakultät für Gesundheit und Medizin an der Donau-Universität Krems.
Als Projektmanager initiierte und leitete er von 1997 bis 2000 in einem österreichischen Team die Erstellung eines Masterplanes für das Skiresort Yabuli in Nordchina sowie die Songhua-River-Vacation-Resort-Planung in Harbin (Provinz Heilongjiang, China). Im Jahr 2000 war Bässler Mitglied eines WTO-Consultingteams zur Erstellung eines Tourismus-Masterplanes für die Provinz Shandong in China.
Derzeitige Projektmanagementtätigkeiten umfassen im Besonderen Projekte zur betrieblichen Gesundheitsförderung.

## Wissenschaftliche Schwerpunkte
Zu Beginn seiner wissenschaftlichen Tätigkeit (bis Ende der 1990er Jahre) setzte sich Bässler hauptsächlich mit sportsoziologischen und sportpädagogischen Themen auseinander und wandte sich ausschließlich der quantitativen Forschung zu, nahm aber im Laufe der Zeit eine kritische Diskussion zur Anwendung quantitativer versus qualitativer Forschungsmethoden auf. Er ist heute ein Befürworter des Methodenmixes (Triangulation) bei der Analyse gesellschaftlicher Handlungsmuster und Strukturen. In seinen Publikationen über wissenschaftliches Arbeiten zur quantitativen und qualitativen Forschungsmethode wird dies ausführlich dokumentiert. Seit der Habilitierung weitete sich sein Spezialgebiet in der Forschung rund um Freizeit und Sport auf den Tourismus (Sport-/ Gesundheits- und Kulturtourismus) aus.
Zu seinen aktuellen Forschungsschwerpunkten (Stand 2007) zählen Studien zu den wirtschaftlichen und gesellschaftlichen Effekten von Sport- und Kulturevents.

## Publikationen (Auswahl)

### Bücher
- Quantitative oder qualitative Sozialforschung in den Sportwissenschaften. Univ.-Verlag für Wiss. u. Forschung, Wien 1987, ISBN 3-85114-017-6.
- Fitness-Studios in Wien: ein Situationsbericht der Wiener Fitness-Szene. WUV, Wien 1988, ISBN 3-85114-033-8.
- Freizeit und Sport in Österreich: Trends im Freizeitverhalten der Bevölkerung unter besonderer Berücksichtigung des Sports. WUV, Wien 1989, ISBN 3-85114-035-4.
- Qualitative Forschungsmethoden: Leitfaden für empirische Arbeiten mit qualitativem Forschungsansatz. 5., völlig überarb. Auflage. RB Research & Consulting-Verlag, Wien 2017, ISBN 978-3-9502660-9-2.
- Grundlagen für wissenschaftliches Arbeiten: Leitfaden für akademische Abschlussarbeiten. 7., überarb. Auflage. RB Research&Consulting-Verlag, Wien 2018, ISBN 978-3-9502660-5-4.

### Beiträge und Artikel (Auswahl)
- Politikberatung durch die Sportsoziologie am Beispiel einer Studie im Bundesland Niederösterreich. In: Georg Anders, Klaus Cachay, Wolfgang Fritsch: Beratungsleistungen der Sportsoziologie: Grundlagen, Möglichkeiten und Grenzen. Universitätsverlag Konstanz, Konstanz 1990, ISBN 3-87940-378-3, S. 59–78.
- Sportaktivität und Sportabstinenz : Eine lebensstilorientierte Betrachtung der Sportpartizipation. In: Spectrum der Sportwissenschaften. Band 2, Nr. 2, 1990, S. 78–103.
- Gesellschaftliche Aspekte der Sportstättennutzung : Eine Analyse kausaler Zusammenhänge zwischen Sport und Gesellschaft. In: H. Wieland, A. Rütten (Hrsg.), Kommunale Freizeitsportuntersuchungen: Theoretische Ansätze – Methoden – Praktische Konsequenzen. Verlag Nagelschmid, Stuttgart 1991, ISBN 3-927913-10-3, S. 92–112.
- Zur Problematik der Erfassung psychischer und gesellschaftlicher Determinanten im Sport: Ein Beitrag zur Methodendiskussion. In: Roland Singer unter Mitarb. v. Klaus Bös (Hrsg.), Sportpsychologische Forschungsmethodik: Grundlagen, Probleme, Ansätze. bps-Verlag, Köln 1991, ISBN 3-922386-40-7, S. 83–88.
- Gesellschaftliche Veränderungen und ihre Auswirkungen auf den Sport. WUV Universitätsverlag, Wien 1992, ISBN 3-85114-065-6.
- Sportbedürfnisse und Folgerungen auf das Sportanlagenabgebot in Österreich. In: Internationaler Arbeitskreis Sport- und Freizeiteinrichtungen e. V. (Hrsg.), sportstättenbau + bäderanlagen – Internationale Fachzeitschrift für Sport-Bäder und Freizeitanlagen. Band 27, Nr. 6, Köln 1993, S. M38–M45.
- Lebensstile und Sportverhaltensweisen im neuen Europa: Ein Vergleich. In: H. Meulemann, A. Elting-Camus (Hrsg.), Tagungsband II. Berichte aus den Sektionen, Arbeits- und Ad hoc-Gruppen. Lebensverhältnisse und soziale Konflikte im neuen Europa. Westdeutscher Verlag, Opladen 1993, ISBN 3-531-12372-8.
- Lebensstile und Sportverhalten in den Ländern Osteuropas: „Die groben Unterschiede“. In: Österreichische Zeitschrift für Soziologie. Band 18, Nr. 3, 1993, S. 47–55.
- Befindlichkeitsveränderungen durch Sporttreiben. Eine Analyse der Effekte von Fitnessaktivitäten zur Stressbewältigung bei Führungskräften. In: Sportwissenschaft. Verlag Karl Hofmann – Schorndorf. Band 25, Nr. 3. 1995, S. 245–264.
- Imagedimensionen ausgewählter Sportarten und ihre Bedeutung für die Sportpartizipation. In: D. Schmidtbleicher, K. Bös, A.-F. Müller (Hrsg.), Sport im Lebenslauf. Verlag Czwalina, Hamburg 1997, ISBN 3-88020-303-2, S. 110–115.
- Freizeit und Sport in Österreich : Eine gesellschaftspolitische und marktorientierte Trendanalyse zur Entwicklung des Freizeitsports. In: D. Schmidtbleicher, K. Bös, A.-F. Müller (Hrsg.), Sport im Lebenslauf. Verlag Czwalina, Hamburg 1997, ISBN 3-88020-303-2, S. 25–40.
- Fit for success – Touristische Aspekte in der Personalentwicklung. In: A. Dreyer (Hrsg.), Tourismus und Sport. Wirtschaftliche. soziologische und gesundheitliche Aspekte des Sport-Tourismus. Deutscher Universitäts-Verlag, Wiesbaden 2002, S. 183–197.
- Qualitätsniveaus und Gesundheitskompetenz im österreichischen Kur- und Wellness-Tourismus. In .Tourismus Journal. Lucius & Lucius Verlagsges. Stuttgart. 7. Jg., Heft 2, 2003, S. 187–202.
- Verhaltensmuster Wellness. In: A. Krczal, K. Weiermair (Hrsg.), Wellness und Produktentwicklung. Erfolgreiche Gesundheitsangebote im Tourismus. Erich Schmidt Verlag. Berlin 2006, S. 67–89.